# Kadrowanie
Kadrowanie – w fotografii i filmie, wycięcie z pierwotnie zarejestrowanego lub tylko obserwowanego obrazu określonego jego fragmentu w celu uzyskania optymalnego dla widza kadru. Kadrowanie decyduje o tym, w jaki sposób rejestrowany obiekt wkomponowany jest w całość kadru i, co za tym idzie, w jaki sposób ten obiekt będzie oddziaływał na widza.

## Aspekty techniczne

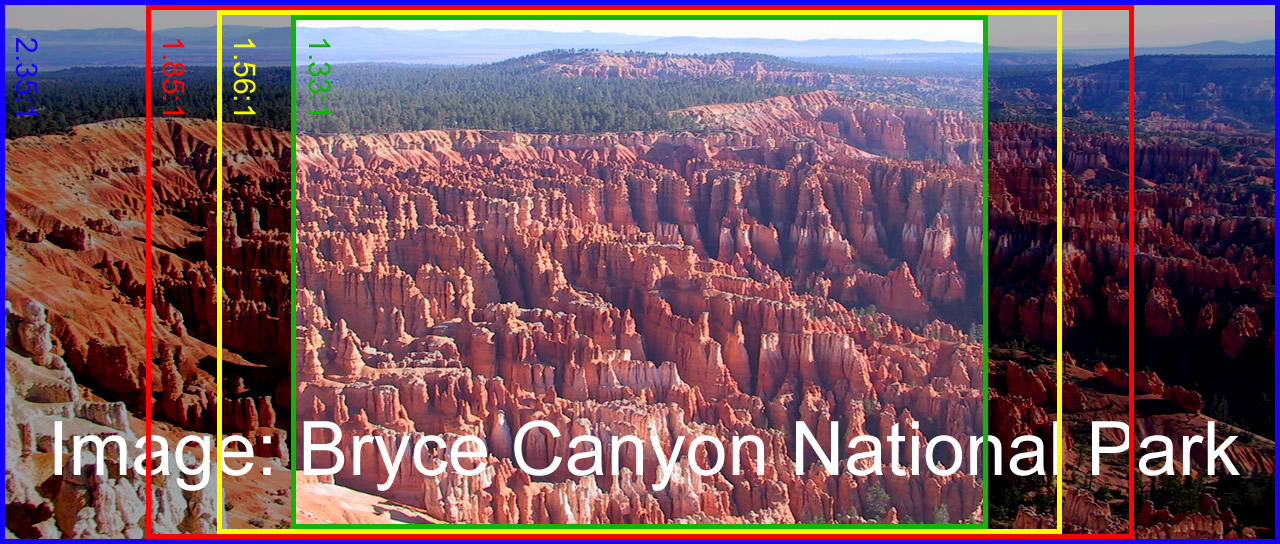
Porównanie rozmiarów typowych proporcji kadru stosowanego w filmach

Świadome kadrowanie przeprowadza się na dwa sposoby:
- w trakcie rejestrowania obrazu – poprzez zmianę ustawienia aparatu lub kamery względem rejestrowanego obiektu oraz dobór odpowiedniej ogniskowej obiektywu;
- po zarejestrowaniu obrazu – poprzez wycięcie wybranego fragmentu kadru; w przypadku zapisu cyfrowego za pomocą odpowiednich programów komputerowych; w przypadku zapisu na błonie fotograficznej za pomocą powiększalnika lub po prostu nożyczek[2].

Oprócz tego, w przypadku filmów, urządzenia do ich wyświetlania dokonują często automatycznego procesu kadrowania, aby dostosować proporcje kadru do proporcji ekranu. Szczególnie często ma to miejsce w przypadkach wyświetlania filmów kinowych w telewizji i na ekranach komputerów.

## Kompozycja

Przykład kadru zgodnego z zasadami kompozycji: kwadratowe proporcje nadają zdjęciu równowagi, linie ziemi, nieba i wody dzielą kadr na trzy równe części, środek drzewa znajduje się w prawym, dolnym punkcie gorącym

Jakkolwiek świadome, specyficzne kadrowanie jest elementem warsztatu każdego zawodowego fotografa-artysty i operatora filmowego, a często jest nawet jego/jej znakiem rozpoznawczym, istnieją ogólne zasady kadrowania, które wykładane są np.: na wydziałach operatorskich szkół filmowych. Do zasad tych zalicza się:
- dobór odpowiednich proporcji kadru do tematu (panoramiczny, zwykły, kwadratowy)[3];
- umiejętne wypełnianie kadru tematem, tak aby zwrócić uwagę widza na to, co jest najważniejsze;
- kompozycja ogólna, w której obowiązują podobne zasady jak w malarstwie (np.: zasada trójpodziału, zasada punktów gorących, zasada budowania napięcia przez asymetrię, skośne linie, kontrapunkt itp.)[1][3][4];
- zasady kadrowania perspektywy, rytmu i ruchu[5].